# Trisquel
Trisquel GNU/Linux [wym. z hiszpańskiego triskelion/triskele lub ang. triskelen] – dystrybucja GNU/Linuksa opierającą się na jądrze Linux-libre (w 100% wolnym od własnościowego oprogramowania i sterowników) oraz dystrybucji Ubuntu. Jest to dystrybucja
całkowicie wolna od wszelkiego oprogramowania własnościowego.
Projekt Trisquel został zapoczątkowany na hiszpańskim Uniwersytecie Vigo. Pierwsza wersja została zaprezentowana w kwietniu 2005 przez Richarda Stallmana, założyciela projektu GNU jako gościa specjalnego. Pierwsza wersja była oparta na Debianie, jednak już druga wersja latem 2008 została oparta na Ubuntu. Projekt posiada swoje własne repozytoria, w których całe niewolne oprogramowanie zawarte w Ubuntu zostało usunięte.
Dystrybucja została zatwierdzona przez Free Software Foundation jako wolna i polecana.

## Historia wersji
| Color        | Meaning                           |
| ------------ | --------------------------------- |
| Czerwony     | wersja przestarzała; niewspierana |
| Pomarańczowy | wersja przestarzała; wspierana    |
| Zielony      | aktualna wersja                   |
| Niebieski    | planowana wersja                  |

|                  | Wersja | Nazwa kodowa | Data wydania         | Release type | koniec wsparcia | Wersja jądra Linux-libre | Bazuje na                       | Środowisko pracy | Aktualizacje bezpieczeństwa do: |
| ---------------- | ------ | ------------ | -------------------- | ------------ | --------------- | ------------------------ | ------------------------------- | ---------------- | ------------------------------- |
| wydania Trisquel | 1.0    | Arianrhod    | 2007                 |              |                 | 2.6.18.6                 | Debian 4.0 (Etch)               |                  |                                 |
| wydania Trisquel | 2.0    | Robur        | 2008                 | LTS          | 2011            | 2.6.24                   | Ubuntu 8.04 (Hardy Heron)       | GNOME 2.22       | 2013                            |
| wydania Trisquel | 3.0    | Dwyn         | Wrzesień 2009        | STS          | 2011            | 2.6.28                   | Ubuntu 9.04 (Jaunty Jackalope)  | GNOME 2.26       | nieznany                        |
| wydania Trisquel | 3.5    | Awen         | Marzec 2010          | STS          | nieznany        | 2.6.31                   | Ubuntu 9.10 (Karmic Koala)      | GNOME 2.28       | nieznany                        |
| wydania Trisquel | 4.0    | Taranis      | 18 września 2010     | LTS          | 2013            | 2.6.32                   | Ubuntu 10.04 (Lucid Lynx)       | GNOME 2.30       | 2015                            |
| wydania Trisquel | 4.5    | Slaine       | 24 marca 2011        | STS          | nieznany        | 2.6.35                   | Ubuntu 10.10 (Maverick Meerkat) | GNOME 2.32       | nieznany                        |
| wydania Trisquel | 5.0    | Dagda        | 17 września 2011     | STS          | nieznany        | 2.6.38                   | Ubuntu 11.04 (Natty Narwhal)    | GNOME 2.32       | nieznany                        |
| wydania Trisquel | 5.5    | Brigantia    | 16 kwietnia 2012     | STS          | 2013            | 3.0                      | Ubuntu 11.10 (Oneiric Ocelot)   | GNOME 3.2        | nieznany                        |
| wydania Trisquel | 6.0    | Toutatis     | 9 marca 2013         | LTS          | 2017            | 3.2                      | Ubuntu 12.04 (Precise Pangolin) | GNOME 3.4        | 2017                            |
| wydania Trisquel | 7.0    | Belenos      | 3 listopada 2014     | LTS          | 2019            | GNU Linux-libre 3.13     | Ubuntu 14.04 (Trusty Tahr)      | GNOME 3.12       | 2019                            |
| wydania Trisquel | 8.0    | Flidas       | 18 kwietnia 2018     | LTS          | 2021            | GNU Linux-libre 4.4      | Ubuntu 16.04 (Xenial Xerus)     | MATE 1.12.1      | 2021                            |
| wydania Trisquel | 9.0    | Etiona       | 16 października 2020 | LTS          | 2023            | GNU Linux-libre 4.15     | Ubuntu 18.04 (Bionic Beaver)    | MATE 1.20        | nieznany                        |
| wydania Trisquel | 10.0   | Nabia        | 1 lutego 2022        | LTS          | 2025            | GNU Linux-libre 5.4      | Ubuntu 20.04 (Focal Fossa)      | MATE 1.24        | nieznany                        |
| wydania Trisquel | 11.0   | Aramo        | 19 marca 2023        | LTS          | 2027            | GNU Linux-libre 5.15     | Ubuntu 22.04 (Jammy Jellyfish)  | MATE 1.26        | nieznany                        |

We wszystkich wersjach znajduje się zmodyfikowana wersja Mozilla Firefox, która nigdy nie proponuje użytkownikowi niewolnych dodatków oraz nie zawiera znaków towarowych Mozilla.